# Чонси-стрит (линия Джамейка, Би-эм-ти)
|   |   |   |   |   |
| · | · | · | · | · |

|   |   |   |   |   |
| · | · | · | · | · |

«Чонси-стрит» (англ. Chauncey Street) — станция Нью-Йоркского метрополитена, расположенная на линии Джамейка, Би-эм-ти. Станция находится в Бруклине, на границе округов Бедфорд — Стайвесант и Бушуик, на пересечении Бродвея с Чанси-авеню. На станции останавливаются маршруты J (круглосуточно, кроме часов пик в пиковом направлении) и Z (в часы пик в пиковом направлении). Станцию проходит без остановки маршрут J (в часы пик в пиковом направлении).
Станция была открыта 18 июля 1885 года. Она представлена двумя боковыми платформами, обслуживающими только внешние (локальные) пути трехпутной линии. Центральный экспресс-путь не используется для регулярного движения поездов. Платформы на станции полностью огорожены высоким бежевым забором, имеется навес. Название станции представлено в стандартном варианте: на черных табличках с белой надписью на заборе.
Станция имеет два выхода. На практике работает только один — восточный, второй — западный — является запасным и обычно закрыт для пассажиров. Оба выхода представлены лестницами и эстакадным мезонином, расположенным под платформами. В мезонине располагаются турникеты и переход между платформами противоположных направлений. Восточный выход приводит к перекрёстку Бродвея с Марион- и Холси-стрит, а восточный — Бродвея и Рокавей-авеню.